# أوتلفينغن
أوتلفينغن (بالألمانية: Otelfingen) هي بلدية سويسرية تتبع لمقاطعة ديلسدورف في كانتون زيورخ. تبلغ مساحتها 7.23 كيلومتر مربع، ويقدر عدد سكانها بـ 2842 نسمة (حسب تعداد ديسمبر 2017).